# Moundsville, West Virginia
Moundsville là một thành phố ở quận Marshall, West Virginia, bang Tây Virginia, Hoa Kỳ, dọc theo sông Ohio. Nó là một phần của Khu vực thống kê đô thị Wheeling. Dân số là 9.998 người, theo cuộc điều tra dân số 2000. Nó là quận lỵ quận Marshall. Thành phố này được đặt tên cho Mound Creek Grave. Moundsville đã có người định cư vào năm 1771 bởi Samuel & James Tomlinson. (Elizabethtown, như cộng đồng Tomlinson của được gọi, được kết hợp vào năm 1830 gần đó, thị trấn Mound Thành phố được kết hợp vào năm 1832.. (Hai thị trấn kết hợp vào năm 1865.) Công ty thủy tinh Fostoria đặt trụ sở chính trong Moundsville 1891-1986.
Theo các Kỳ Hoa điều tra dân số Cục, thành phố có một diện tích tổng cộng 3,4 dặm vuông (8,7 km ²), trong đó, 2,9 dặm vuông (7,6 km ²) của nó là đất và 0,4 dặm vuông (1,1 km ²) của nó (12,50%) là nước. 

## Nhân khẩu
Theo cuộc điều tra dân số năm 2000, thành phố đã có 9.998 người, 4.122 hộ gia đình, và 2.662 gia đình định cư trong thành phố. Mật độ dân số là 3,399.0 người mỗi dặm vuông (1,313.0 / km ²). Có 4.461 đơn vị nhà ở tại một mật độ trung bình của 1,516.6 mỗi dặm vuông (585.9/km ²). Cơ cấu chủng tộc của thành phố là 98,13% người da trắng, 0,73% người Mỹ gốc Phi, 0,13% người Mỹ bản địa, 0,30% châu Á, Thái Bình Dương 0,01%, 0,10% từ các chủng tộc khác, và 0,60% từ hai hay nhiều chủng tộc. Hispanic hoặc Latino bất cứ chủng tộc nào là 1,16% dân số.
Có 4.122 hộ gia đình trong đó 25,5% có trẻ em dưới độ tuổi 18 sống với họ, 47,7% đã kết hôn cặp vợ chồng sống với nhau, 13,3% đã có một hộ phụ nữ không có hiện tại chồng, và 35,4% người không gia đình. 31,4% của tất cả các hộ gia đình đã được thực hiện của các cá nhân và 17,0% đã có một người nào đó sống một mình từ 65 tuổi trở lên. Các mô hộ gia đình trung bình là 2,28 và kích cỡ gia đình trung bình là 2,84.
Trong thành phố độ tuổi dân cư với 20,4% dưới 18 tuổi, 7,8% 18-24, 26,8% 25-44, 24,9% 45-64, và 20,0% từ 65 tuổi trở lên đã. Độ tuổi trung bình là 42 năm. Đối với mỗi 100 nữ có 92,3 nam giới. Đối với mỗi phụ nữ tuổi 100 18 và hơn, đã có 89,0 nam giới.
Thu nhập trung bình của một hộ gia đình trong thành phố là 23.107 USD, và thu nhập trung bình cho một gia đình là 30.534 USD. Phái nam có mức thu nhập trung bình là 26.242 USD so với 19.348 USD của với phái nữ. Thu nhập bình quân đầu người thành phố là 13.997 USD. Khoảng 18,1% các gia đình và 22,4% dân số dưới mức nghèo khổ, trong đó có 33,2% những người dưới 18 tuổi và 15,5% của những người 65 tuổi hoặc hơn.